# Biserici de lemn din Bucovina de Nord și Ținutul Herța
Bisericile de lemn din Bucovina de Nord și Ținutul Herța fac parte din familia de biserici de lemn românești. Cele care mai există în prezent sunt în număr de aproximativ 30, fiind răspândite în 8 raioane ale Regiunii Cernăuți, precum și în municipiul Cernăuți.
Ele se deosebesc - prin vechime și caracteristicile arhitecturale - de celelalte biserici de lemn din regiune, aparținând altor naționalități, și au în schimb multe afinități cu bisericile de lemn moldovenești din România.